# 95020 Nencini
95020 Nencini è un asteroide della fascia principale. Scoperto nel 2002, presenta un'orbita caratterizzata da un semiasse maggiore pari a 2,5830815 UA e da un'eccentricità di 0,1490921, inclinata di 7,26953° rispetto all'eclittica.